# George Forbes, 3:e earl av Granard
George Forbes, 3:e earl av Granard, född den 21 oktober 1685, död 1765, var en irländsk krigare, sonson till Arthur Forbes, 1:e earl av Granard, son till Arthur Forbes, 2:e earl av Granard och far till George Forbes, 4:e earl av Granard.
Granard deltog både till lands och sjöss som brittisk officer i spanska arvföljdskriget, var 1716-1718 guvernör över Menorca, sändes 1719 till Wien för att organisera en österrikisk flotta och var 1729-1730 guvernör över Leewardöarna. Granard blev 1733 amiral och var 1733-1734 brittisk minister i Sankt Petersburg, där han slöt ett brittisk-ryskt handelsfördrag. Han avböjde det honom erbjudna överbefälet över ryska flottan. 